# Ehrlich G. Gusztáv

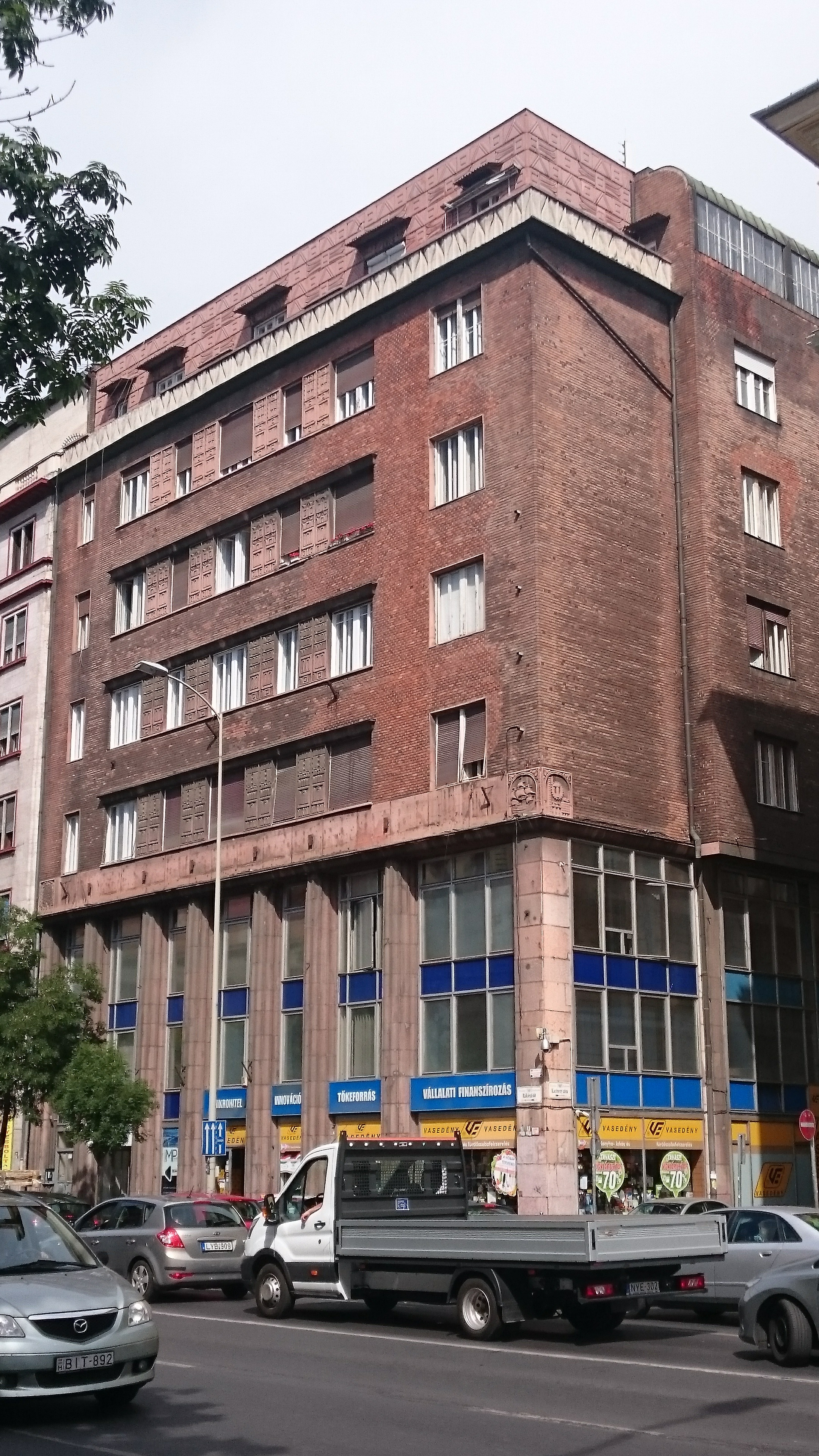
A Budapest-Erzsébetvárosi Bank Rt. épülete 2017-ben (Lajta Béla)

Ehrlich G. Gusztáv, Ehrlich Gerzson Gusztáv, Gustav Gerzon Ehrlich (Iglau, 1849. március 4. – 1941. május 22.) várospolitikus, bankigazgató, a Pesti Izraelita Hitközség tisztségviselője, a Magyarországi Zsidó Párt alapítója.
A budapesti Erzsébetváros közéletének egyik legaktívabb formálója a 20. század elején.

## Élete
A népes morvaországi zsidóságból Magyarországra került Ehrlich előbb vas- és szénnagykereskedő volt, majd a Budapest-Erzsébetvárosi Bank Rt. igazgatója. Az Erzsébetvárosi Polgári Kör megalapítója majd elnöke. Sokáig volt a Pesti Izr. Hitközség pénzügyi elöljárója, majd elnökhelyettese. 1922-ben nagy harc alakult ki a hitközségen belül akörül, hogy melyik párthoz csatlakozzanak a vezetők. Ehrlich ekkor létrehozta a saját felekezeti politikai szervezetét, a Magyarországi Zsidó Pártot, ami a vallási vezetők megválasztásában résztvevő 300 tag egyharmadát képviselte.
Tagja volt a Magyar Vegetárius Egyesületnek. 1917 szeptemberében III. osztályú Vaskorona-renddel tüntették ki.

## Írása
- Ötven éve dolgozom... in: Zsidó évkönyv az 5688. bibliai évre. Szerk. Kecskeméti Vilmos. Budapest, 1927–1928[9]